# Nowa Wieś Królewska (Opole)
Nowa Wieś Królewska (deutsch Bolko, 1784–1930 Königlich Neudorf) ist ein Stadtteil der kreisfreien Stadt Oppeln in der polnischen Woiwodschaft Opole.

## Geographie

### Geographische Lage
Nowa Wieś Królewska liegt rund vier Kilometer südöstlich der Innenstadt von Oppeln am rechten Ufer der Oder. Der Ort liegt in der Nizina Śląska (Schlesischen Tiefebene) innerhalb der Pradolina Wrocławska (Breslauer Urstromtal). Die Ortschaft wird in allen Himmelsrichtungen von Bahnlinien begrenzt und in Nord-Süd-Richtung durchquert, die zum größten Teil zur Eisenbahnstrecke der Oberschlesischen Eisenbahn gehören. Weiterhin verlaufen durch die Ortschaft die Woiwodschaftsstraßen Droga wojewódzka 423 und Droga wojewódzka 435.
Nowa Wieś Królewska ist umgeben von mehreren Baggerseen darunter Kamionka Bolko im Westen, Kamionka Piast im Norden und Kamionka Groszowice im Süden. Westlich der Ortschaft liegt die Bolko-Insel, die größte Oderinsel in Oppeln.

### Nachbarorte
Nowa Wieś Królewska grenzt im Norden an die Oppelner Innenstadt, im Osten an Grudzice (Grudschütz/Gruden) und im Süden an Groszowice (Groschowitz). Auf dem linken Ufer der Oder liegen die beiden Stadtteile Szczepanowice (Sczepanowitz) und Wójtowa Wieś (Vogtsdorf).

## Geschichte

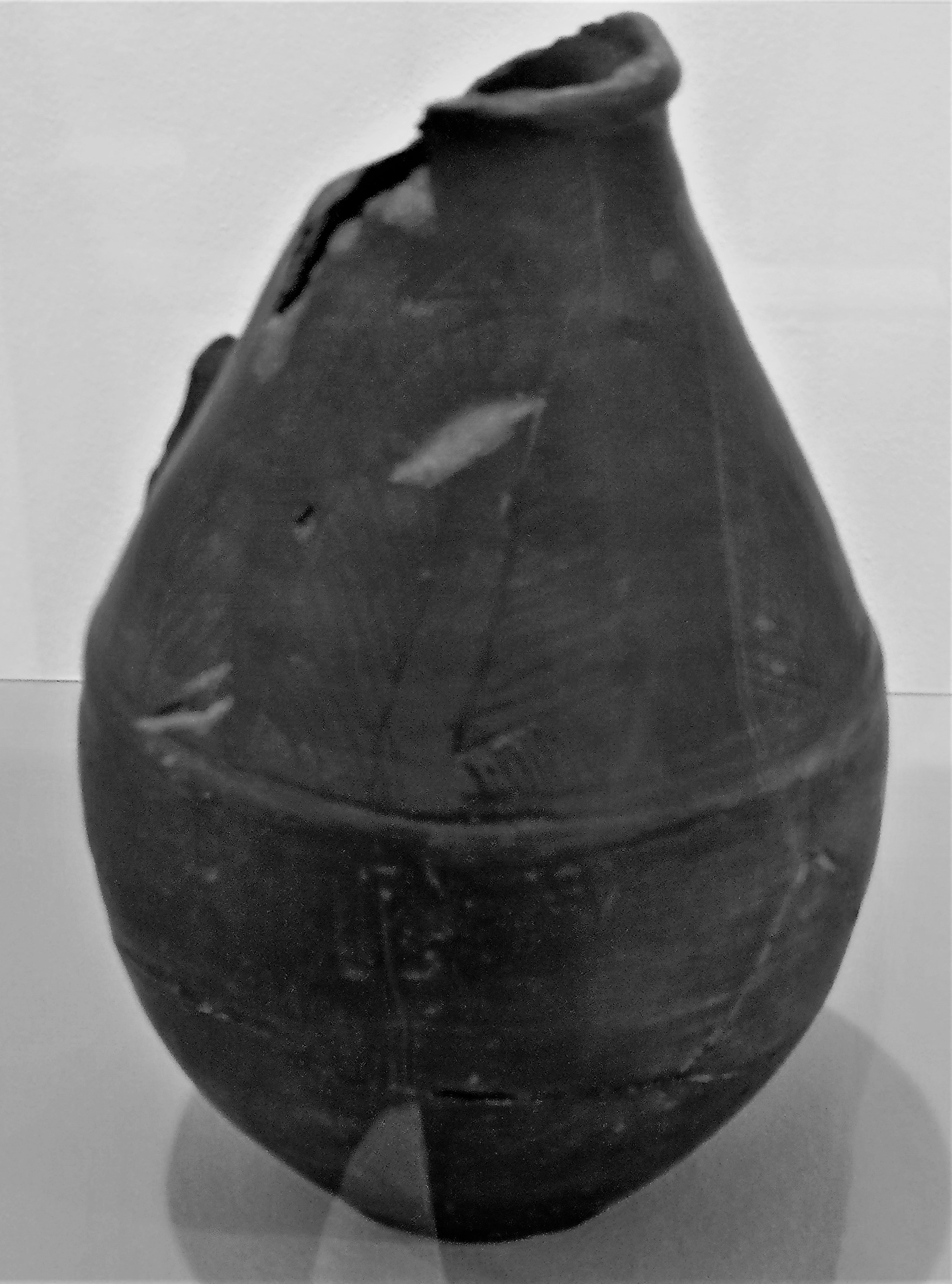
Tongefäß aus dem 6. Jahrhundert

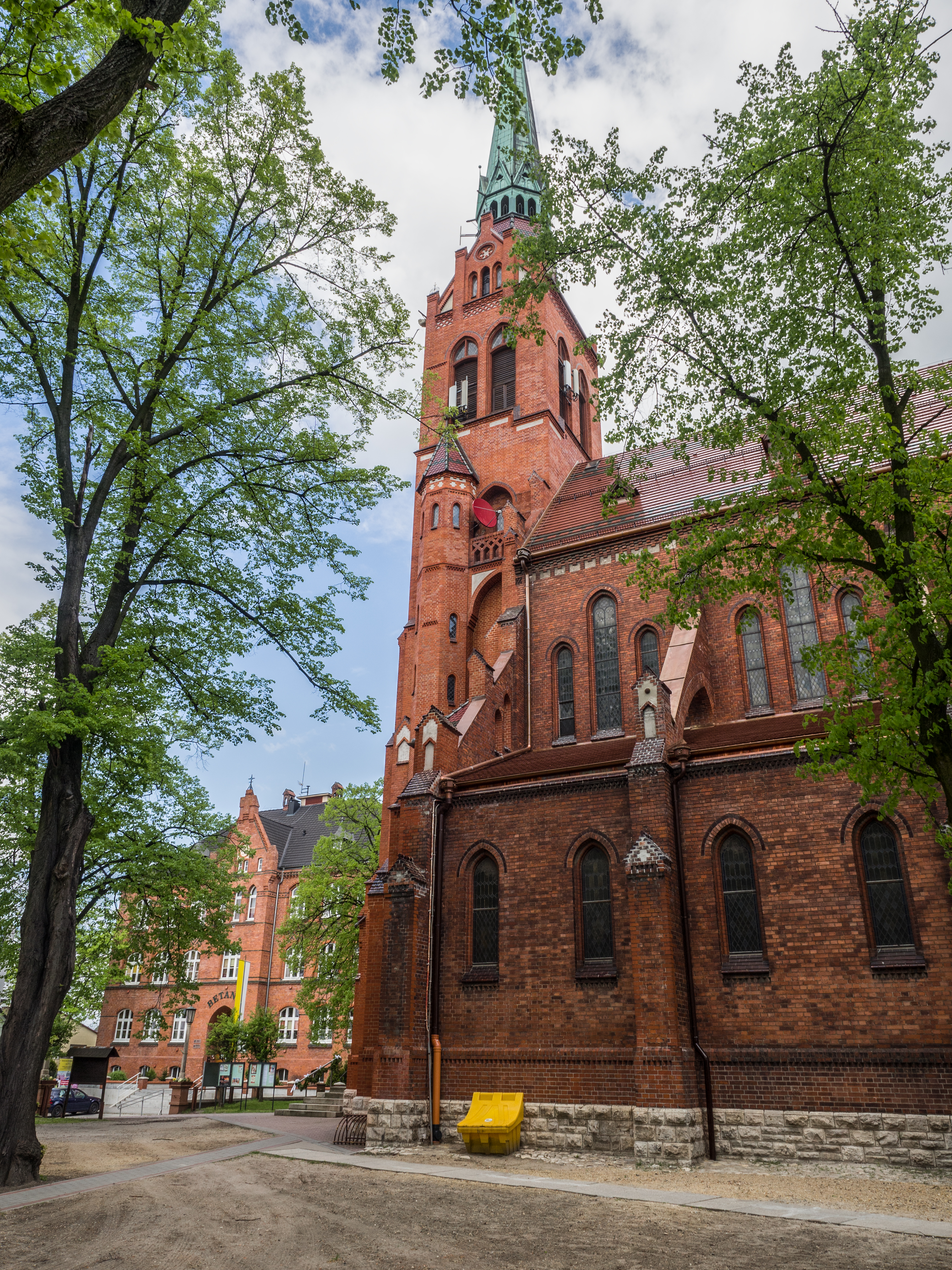
Unserer-Lieben-Frau-von-der-immerwährenden-Hilfe-Kirche

Der Ort wurde 1295 erstmals als „Nova Villa“ urkundlich erwähnt. 1401 wurde das Dorf erneut als Newendorff und Nuwendorff erwähnt
Nach dem Ersten Schlesischen Krieg 1742 fiel Neudorf mit dem größten Teil Schlesiens an Preußen. 1784 wurde Neudorf in Königlich Neudorf umbenannt. 
Nach der Neuorganisation der Provinz Schlesien gehörte die Landgemeinde Königlich Neudorf ab 1816 zum Landkreis Oppeln im Regierungsbezirk Oppeln. 1822 wurde im Dorf eine katholische Schule eingerichtet. 1845 bestanden im Dorf außer der Schule noch ein königliches Zollhaus, eine Weberei, vier Schmieden und 83 Häuser. Im gleichen Jahr lebten in Königlich Neudorf 838 Menschen, davon waren 35 evangelisch. 1855 lebten 860 Personen im Ort. 1865 zählte das Dorf acht Bauern, vier Dreiviertelbauern, elf Halbbauern, zwölf Häusler, zwölf Gärtner und 48 Kleinhäusler. Die katholische Schule wurde damals von 143 Schülern besucht.
1874 wurde der Amtsbezirk Königlich Neudorf gegründet. Dazu gehörten die Landgemeinden Gräfenort, Groschowitz und Königlich Neudorf sowie die Gutsbezirke Bolko, Groschowitz und Domäne Königlich Neudorf. 1885 zählte Königlich Neudorf 2207 Einwohner.
Für die 1901 eingerichtete katholische Pfarrei wurde zwischen 1902 und 1904 die Kirche Unserer Lieben Frau von der immerwährenden Hilfe im Stil der Neugotik nach einem Projekt des Architekten Ludwig Schneider erbaut. Bei der Volksabstimmung am 20. März 1921 stimmten 2474 Wahlberechtigte für einen Verbleib bei Deutschland, 741 stimmten für einen Anschluss an Polen. Königlich Neudorf verblieb beim Deutschen Reich. 1930 wurde der Ort in Bolko umbenannt. Die  Einwohnerzahl stieg von 7944 im Jahre 1933 auf 8351 im Jahre 1939. Bis 1945 gehörte der Ort zum Landkreis Oppeln.
1945 wurde Bolko – nun unter polnischer Verwaltung – in Nowa Wieś Królewska umbenannt und der Woiwodschaft Schlesien angeschlossen. Von 1945 bis 1954 war der Ort der Sitz der Gemeinde Nowa Wieś Królewska. 1950 kam der Ort zur Woiwodschaft Oppeln. 1955 wurde der Ort in die Stadt Oppeln eingemeindet.

### Ausgrabungen
Bei archäologischen Ausgrabungen wurden im Ort verschiedene Funde gemacht. Darunter ein Tongefäß aus dem 6. Jahrhundert, der mit Einkerbungen verziert ist, ein Brunnenschacht, diverse Gräber, darunter welche aus dem 11. und 12. Jahrhundert. Auch Münzen wurden in den Gräbern gefunden. Auch Funde aus der Zeit der Lausitzer Kultur wurden gemacht.

## Sehenswürdigkeiten

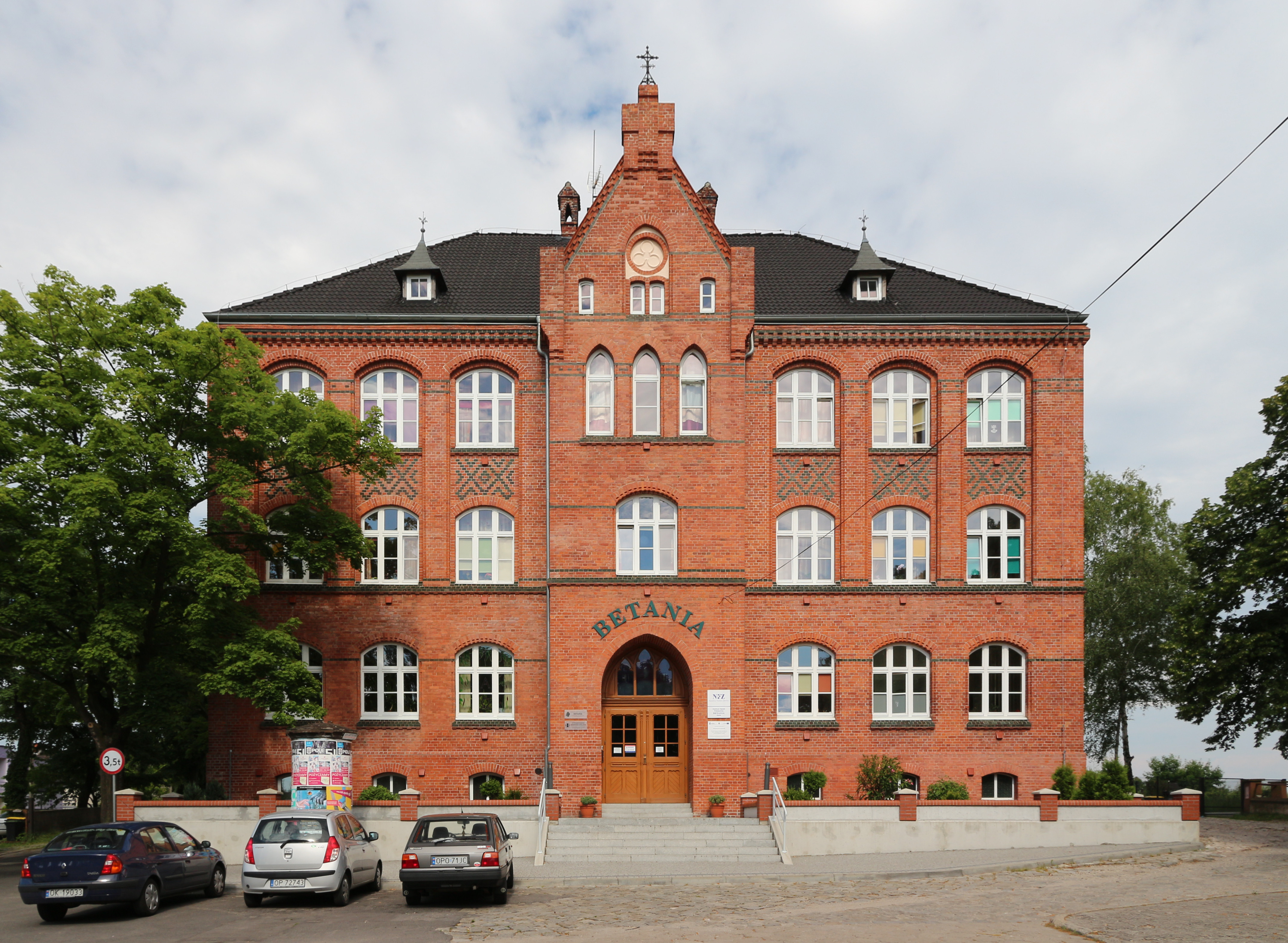
Altes Schulgebäude von 1899

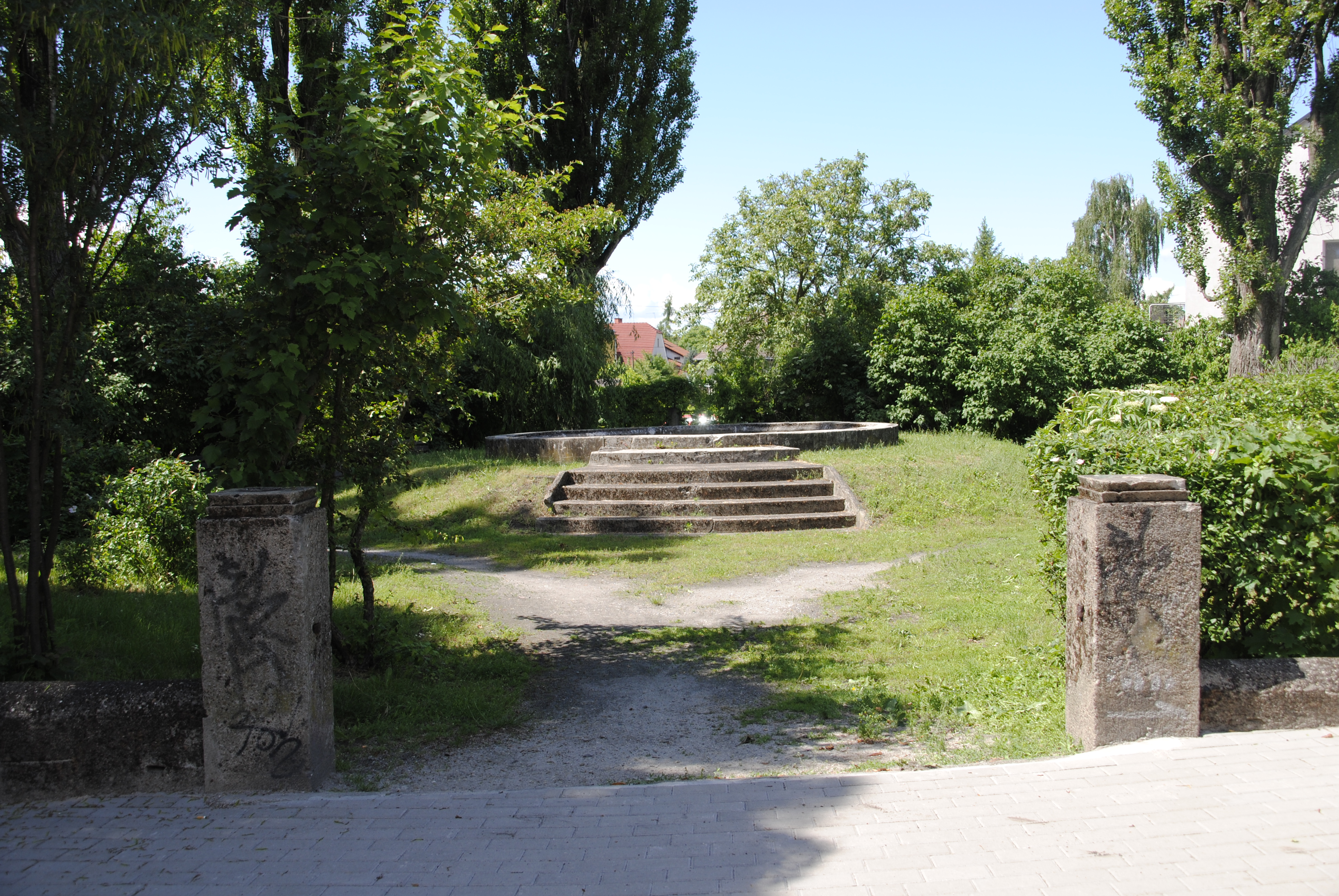
Ehemaliges Kriegerdenkmal

### Kirche Unserer Lieben Frau von der Immerwährenden Hilfe
Die Kirche Unserer Lieben Frau von der immerwährenden Hilfe (poln. Kościół Matki Boskiej Nieustającej Pomocy) wurde zwischen 1902 und 1904 im Stil der Neugotik durch den Architekten Ludwig Schneider erbaut. Sie steht am Plac Koscielny. Nebenan befindet sich das ebenfalls im Stil der Neogotik erbaute Pfarrhaus. Seit 2011 stehen beide Gebäude unter Denkmalschutz.

### Weitere Sehenswürdigkeiten
- Das Schulgebäude am Plac Koscielny wurde 1899 erbaut. Das Gebäude steht seit 2001 unter Denkmalschutz.[9]
- Gegenüber der Kirche im nördlichen Abschnitt des Plac Koscielny befinden sich die Reste des ehemaligen Kriegerdenkmals. Es wurde 1925 erbaut. Nach dem Zweiten Weltkrieg wurde das Denkmal demontiert und zu einem Brunnen umgebaut. Heute (2021) befindet sich die Anlage in einem miserablen Zustand[10]
- Neobarockes Schloss aus dem Jahr 1890 an der ul. Marka z Imielnicy
- Der Friedhof an der ul. Zielona wurde 1901 angelegt. Die Friedhofskapelle entstand zur gleichen Zeit. Die Anlage steht seit 1989 unter Denkmalschutz.[9] 2009 zerstörte ein Feuer das Innere der Kapelle. Im Jahr 2010 wurde die Kapelle wieder aufgebaut und im Inneren nahezu rekonstruiert[11]
- Jüdischer Friedhof an der ul. Graniczna
- Der Friedhof für die Verstorbenen der Choleraepidemie von 1831 in Oppeln an der ul. sw. Jacka[12]

## Wappen

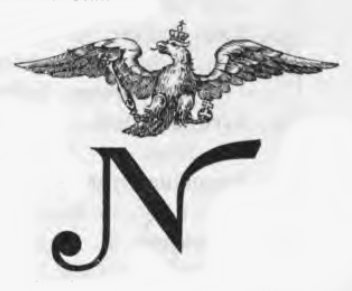
Altes Siegel der Gemeinde

Alte Siegel und Stempel des Ortes zeigen ein N als Großbuchstabe und darüber den fliegenden preußischen Adler. Das Wappen nimmt wahrscheinlich Bezug auf den Ortsnamen Königlich Neudorf.

## Vereine
- Deutscher Freundschaftskreis[13]

## Persönlichkeiten
Söhne des Ortes:
- Paul Klimek (1859–1923), deutscher Philologe, Historiker, Lehrer und Autor
- Alfred Gerstenberg (1893–1959), deutscher Generalleutnant
- Walter Grund (1907–1986), deutscher Staatssekretär
- Jürgen Peters (* 1944), deutscher Gewerkschaftsfunktionär